# Friidrott vid olympiska sommarspelen 1972

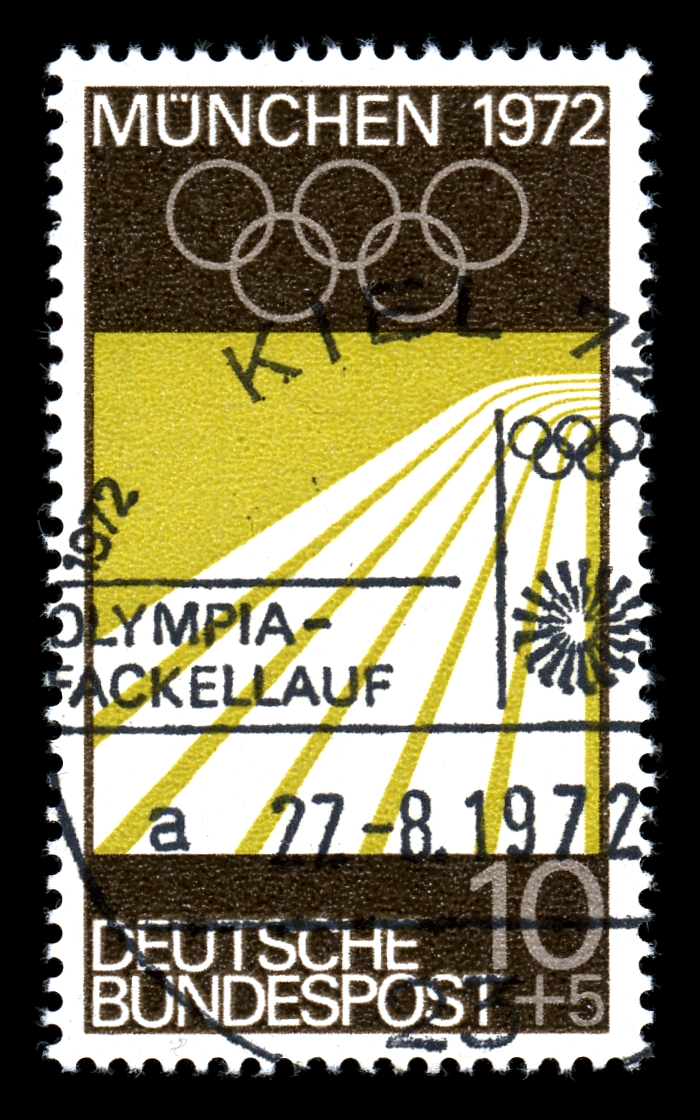
Olympiskt frimärke som avbildar löparbanor.

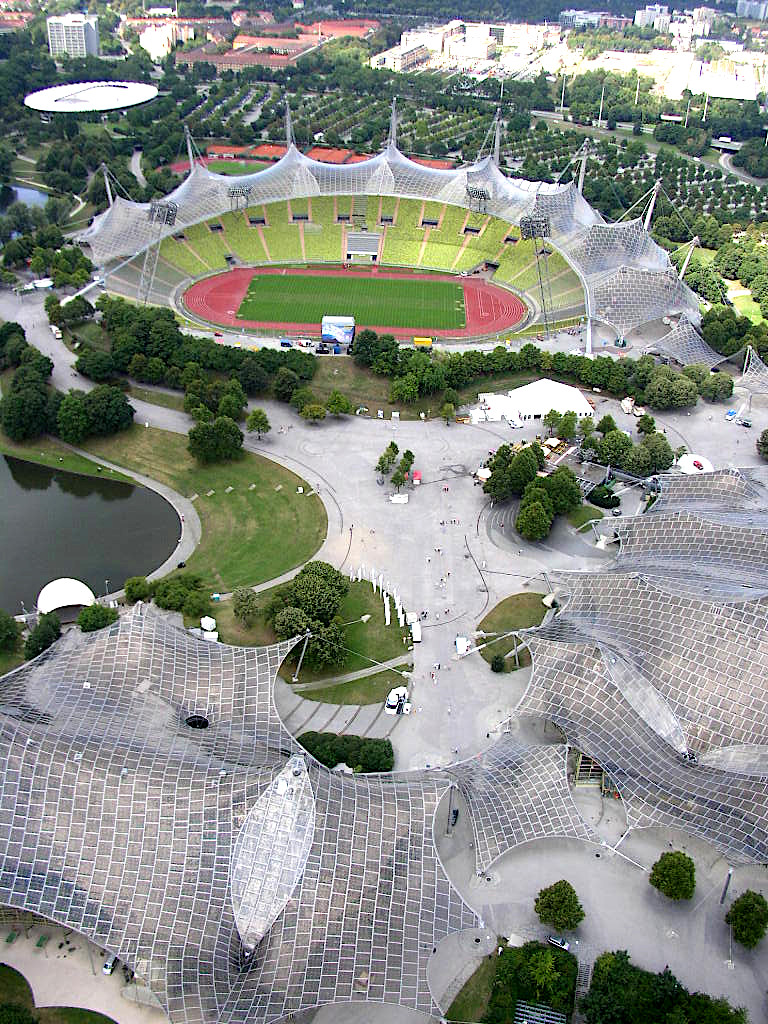
Olympiastadion.

Friidrottstävlingarna vid de Olympiska sommarspelen 1972 bestod av 38 grenar, 24 för män och 14 för kvinnor, och hölls mellan 31 augusti och 10 september 1972 på Münchens Olympiastadion. Antalet deltagare var 1 330 tävlande från 104 länder.
- Lasse Virén, Finland vann såväl 5000 m som 10000 m (det senare loppet trots ett fall). Han skulle upprepa sin bragd fyra år senare.
- Sprintern Valerij Borzov, Sovjetunionen tog hem dubbeln på 100 m och 200 m.

## Medaljfördelning
| Medaljfördelning |                 |      |        |       |        |
| Placering        | Nation          | Guld | Silver | Brons | Totalt |
| 1                | Sovjetunionen   | 9    | 7      | 1     | 17     |
| 2                | Östtyskland     | 8    | 7      | 5     | 20     |
| 3                | USA             | 6    | 8      | 8     | 22     |
| 4                | Västtyskland    | 6    | 3      | 2     | 11     |
| 5                | Finland         | 3    | 0      | 1     | 4      |
| 6                | Kenya           | 2    | 2      | 2     | 6      |
| 7                | Storbritannien  | 1    | 1      | 2     | 4      |
| 8                | Polen           | 1    | 0      | 2     | 3      |
| 9                | Tjeckoslovakien | 1    | 0      | 1     | 2      |
| 10               | Uganda          | 1    | 0      | 0     | 1      |
| 11               | Bulgarien       | 0    | 2      | 2     | 4      |
| 12               | Australien      | 0    | 2      | 0     | 2      |
| 12               | Belgien         | 0    | 2      | 0     | 2      |
| 12               | Rumänien        | 0    | 2      | 0     | 2      |
| 15               | Frankrike       | 0    | 1      | 1     | 2      |
| 16               | Tunisien        | 0    | 1      | 0     | 1      |
| 17               | Kuba            | 0    | 0      | 2     | 2      |
| 17               | Etiopien        | 0    | 0      | 2     | 2      |
| 17               | Italien         | 0    | 0      | 2     | 2      |
| 20               | Brasilien       | 0    | 0      | 1     | 1      |
| 20               | Jamaica         | 0    | 0      | 1     | 1      |
| 20               | Nya Zeeland     | 0    | 0      | 1     | 1      |
| 20               | Sverige         | 0    | 0      | 1     | 1      |
| 20               | Österrike       | 0    | 0      | 1     | 1      |

## Medaljörer

### Herrar
| Gren                              | Guld                                                                | Guld             | Silver                                                                                   | Silver      | Brons                                                                                | Brons       |
| 100 meter Detaljer...             | Valerij Borzov · Sovjetunionen                                      | 10,14            | Robert Taylor · USA                                                                      | 10,24       | Lennox Miller · Jamaica                                                              | 10,33       |
| 200 meter Detaljer...             | Valerij Borzov · Sovjetunionen                                      | 20,00            | Larry Black · USA                                                                        | 20,19       | Pietro Mennea · Italien                                                              | 20,30       |
| 400 meter Detaljer...             | Vincent Matthews · USA                                              | 44,66            | Wayne Collett · USA                                                                      | 44,80       | Julius Sang · Kenya                                                                  | 44,92       |
| 800 meter Detaljer...             | Dave Wottle · USA                                                   | 1.45,86          | Jevgenij Arzjanov · Sovjetunionen                                                        | 1.45,89     | Mike Boit · Kenya                                                                    | 1.46,01     |
| 1 500 meter Detaljer...           | Pekka Vasala · Finland                                              | 3.36,33          | Kipchoge Keino · Kenya                                                                   | 3.36,81     | Rod Dixon · Nya Zeeland                                                              | 3.37,46     |
| 5 000 meter Detaljer...           | Lasse Virén · Finland                                               | 13.26,42 (OR)    | Mohammed Gammoudi · Tunisien                                                             | 13.27,33    | Ian Stewart · Storbritannien                                                         | 13.27,61    |
| 10 000 meter Detaljer...          | Lasse Virén · Finland                                               | 27.38,35 (VR)    | Emiel Puttemans · Belgien                                                                | 27.39,58    | Miruts Yifter · Etiopien                                                             | 27.40,96    |
| Maraton Detaljer...               | Frank Shorter · USA                                                 | 2:12.19,8        | Karel Lismont · Belgien                                                                  | 2:14.31,8   | Mamo Wolde · Etiopien                                                                | 2:15.08,4   |
| 110 meter häck Detaljer...        | Rodney Milburn · USA                                                | 13,24 (VR)       | Guy Drut · Frankrike                                                                     | 13,34       | Thomas Hill · USA                                                                    | 13,48       |
| 400 meter häck Detaljer...        | John Akii-Bua · Uganda                                              | 47,82 (VR)       | Ralph Mann · USA                                                                         | 48,51       | David Hemery · Storbritannien                                                        | 48,52       |
| 3 000 meter hinder Detaljer...    | Kipchoge Keino · Kenya                                              | 8.23,64 (VR)     | Ben Jipcho · Kenya                                                                       | 8.24,62     | Tapio Kantanen · Finland                                                             | 8.24,66     |
| 4 x 100 meter stafett Detaljer... | USA · Larry Black · Robert Taylor · Gerald Tinker · Edward Hart     | 38,19 (VR)       | Sovjetunionen · Aleksandr Korneljuk · Vladimir Lovetskij · Juris Silovs · Valerij Borzov | 38,50       | Västtyskland · Jobst Hirscht · Karlheinz Klotz · Gerhard Wucherer · Klaus Ehl        | 38,79       |
| 4 x 400 meter stafett Detaljer... | Kenya · Charles Asati · Hezahiah Nyamau · Robert Ouko · Julius Sang | 2.59,83          | Storbritannien · Martin Reynolds · Alan Pascoe · David Hemery · David Jenkins            | 3.00,46     | Frankrike · Gilles Bertould · Daniel Velasques · Francis Kerbiriou · Jacques Carette | 3.00,65     |
| 20 kilometer gång Detaljer...     | Peter Frenkel · Östtyskland                                         | 1:26.42,4        | Volodimir Holubnitji · Sovjetunionen                                                     | 1:26.55,2   | Hans Reimann · Östtyskland                                                           | 1:27.16,6   |
| 50 kilometer gång Detaljer...     | Bernd Kannenberg · Västtyskland                                     | 3:56.11,6        | Veniamin Soldatenko · Sovjetunionen                                                      | 3:58.24,0   | Larry Young · USA                                                                    | 4:00.46,0   |
| Höjdhopp Detaljer...              | Jüri Tarmak · Sovjetunionen                                         | 2,23 m           | Stefan Junge · Östtyskland                                                               | 2,21 m      | Dwight Stones · USA                                                                  | 2,21 m      |
| Längdhopp Detaljer...             | Randy Williams · USA                                                | 8,24 m           | Hans Baumgartner · Västtyskland                                                          | 8,18 m      | Arnie Robinson · USA                                                                 | 8,03 m      |
| Tresteg Detaljer...               | Viktor Sanejev · Sovjetunionen                                      | 17,35 m          | Jörg Drehmel · Östtyskland                                                               | 17,30 m     | Nelson Prudêncio · Brasilien                                                         | 17,05 m     |
| Stavhopp Detaljer...              | Wolfgang Nordwig · Östtyskland                                      | 5,50 m (OR)      | Robert Seagren · USA                                                                     | 5,40 m      | Jan Johnson · USA                                                                    | 5,35 m      |
| Kulstötning Detaljer...           | Władysław Komar · Polen                                             | 21,18 m (OR)     | George Woods · USA                                                                       | 21,17 m     | Hartmut Briesenick · Östtyskland                                                     | 21,14 m     |
| Diskuskastning Detaljer...        | Ludvík Daněk · Tjeckoslovakien                                      | 64,40 m          | Jay Silvester · USA                                                                      | 63,50 m     | Ricky Bruch · Sverige                                                                | 63,40 m     |
| Släggkastning Detaljer...         | Anatolij Bondartjuk · Sovjetunionen                                 | 75,50 m (OR)     | Jochen Sachse · Östtyskland                                                              | 74,96 m     | Vasili Chmelevski · Sovjetunionen                                                    | 74,04 m     |
| Spjutkastning Detaljer...         | Klaus Wolfermann · Västtyskland                                     | 90,48 m (OR)     | Jānis Lūsis · Sovjetunionen                                                              | 90,46 m     | Bill Schmidt · USA                                                                   | 84,42 m     |
| Tiokamp Detaljer...               | Nikolaj Avilov · Sovjetunionen                                      | 8 454 poäng (VR) | Leonid Litvinenko · Sovjetunionen                                                        | 8 035 poäng | Ryszard Katus · Polen                                                                | 7 984 poäng |

### Damer
| Gren                              | Guld                                                                                  | Guld             | Silver                                                                              | Silver      | Brons                                                                       | Brons       |
| 100 meter Detaljer...             | Renate Stecher · Östtyskland                                                          | 11,07 (VR)       | Raelene Boyle · Australien                                                          | 11,23       | Silvia Chibás · Kuba                                                        | 11,24       |
| 200 meter Detaljer...             | Renate Stecher · Östtyskland                                                          | 22,40 (VR)       | Raelene Boyle · Australien                                                          | 22,45       | Irena Szewińska · Polen                                                     | 22,74       |
| 400 meter Detaljer...             | Monika Zehrt · Östtyskland                                                            | 51,08            | Rita Wilden · Västtyskland                                                          | 51,21       | Kathy Hammond · USA                                                         | 51,64       |
| 800 meter Detaljer...             | Hildegard Falck · Västtyskland                                                        | 1.58,55 (OR)     | Nijolė Sabaitė · Sovjetunionen                                                      | 1.58,65     | Gunhild Hoffmeister · Östtyskland                                           | 1.59,19     |
| 1 500 meter Detaljer...           | Ludmila Bragina · Sovjetunionen                                                       | 4.01,38 (VR)     | Gunhild Hoffmeister · Östtyskland                                                   | 4.02,83     | Paola Pigni · Italien                                                       | 4.02,85     |
| 100 meter häck Detaljer...        | Annelie Ehrhardt · Östtyskland                                                        | 12,59 (VR)       | Valeria Bufanu · Rumänien                                                           | 12,84       | Karin Balzer · Östtyskland                                                  | 12,90       |
| 4 x 100 meter stafett Detaljer... | Västtyskland · Christiane Krause · Ingrid Becker · Annegret Richter · Heide Rosendahl | 42,81            | Östtyskland · Evelin Kaufer · Christina Heinich · Bärbel Struppert · Renate Stecher | 42,95       | Kuba · Marlene Elejarde · Carmen Valdés · Fulgencia Romay · Silvia Chibás   | 43,36       |
| 4 x 400 meter stafett Detaljer... | Östtyskland · Dagmar Käsling · Rita Kühne · Helga Seidler · Monika Zehrt              | 3.22,95          | USA · Mable Fergerson · Madeline Manning · Cheryl Toussaint · Kathy Hammond         | 3.25,15     | Västtyskland · Anette Rückes · Inge Bödding · Hildegard Falck · Rita Wilden | 3.26,51     |
| Höjdhopp Detaljer...              | Ulrike Meyfarth · Västtyskland                                                        | 1,92 m (VR)      | Jordanka Blagoeva · Bulgarien                                                       | 1,88 m      | Ilona Gusenbauer · Österrike                                                | 1,85 m      |
| Längdhopp Detaljer...             | Heide Rosendahl · Västtyskland                                                        | 6,78 m           | Diana Jorgova · Bulgarien                                                           | 6,77 m      | Eva Šuranová · Tjeckoslovakien                                              | 6,67 m      |
| Kulstötning Detaljer...           | Nadezjda Tjizjova · Sovjetunionen                                                     | 21,03 m (VR)     | Margitta Gummel · Östtyskland                                                       | 20,22 m     | Ivanka Hristova · Bulgarien                                                 | 19,35 m     |
| Diskuskastning Detaljer...        | Faina Melnik · Sovjetunionen                                                          | 66,62 m (OR)     | Argentina Menis · Rumänien                                                          | 65,06 m     | Vasilka Stoeva · Bulgarien                                                  | 64,34 m     |
| Spjutkastning Detaljer...         | Ruth Fuchs · Östtyskland                                                              | 63,88 m (OR)     | Jacqueline Todten · Östtyskland                                                     | 62,54 m     | Kate Schmidt · USA                                                          | 59,94 m     |
| Femkamp Detaljer...               | Mary Peters · Storbritannien                                                          | 4 801 poäng (VR) | Heide Rosendahl · Västtyskland                                                      | 4 791 poäng | Burglinde Pollak · Östtyskland                                              | 4 768 poäng |

## Deltagande nationer
Totalt deltog 1 330 friidrottare från 104 länder vid de olympiska spelen 1972 i München.
| - Algeriet (4) - Amerikanska Jungfruöarna (1) - Argentina (9) - Australien (22) - Bahamas (8) - Barbados (7) - Belgien (15) - Bolivia (4) - Brasilien (2) - Bulgarien (18) - Burma (2) - Ceylon (3) - Chile (2) - Colombia (7) - Costa Rica (1) - Dahomey (1) - Danmark (13) - Egypten (1) - Elfenbenskusten (6) - Etiopien (20) - Fiji (2) - Filippinerna (6) - Frankrike (49) - Ghana (13) - Grekland (12) - Guatemala (3) | - Haiti (7) - Indien (8) - Indonesien (1) - Iran (3) - Irland (13) - Island (4) - Israel (2) - Italien (40) - Jamaica (21) - Japan (19) - Jugoslavien (16) - Kambodja (4) - Kamerun (4) - Kanada (32) - Kenya (22) - Kongo-Brazzaville (6) - Kuba (19) - Kuwait (2) - Lesotho (1) - Libanon (2) - Liberia (5) - Luxemburg (1) - Madagaskar (7) - Malawi (11) - Malaysia (8) - Mali (1) | - Marocko (8) - Mexiko (11) - Mongoliet (1) - Nederländerna (7) - Nepal (2) - Nicaragua (5) - Nigeria (19) - Nordkorea (2) - Norge (13) - Nya Zeeland (16) - Pakistan (5) - Panama (1) - Paraguay (2) - Peru (3) - Polen (45) - Portugal (6) - Puerto Rico (9) - Republiken Kina (7) - Rumänien (18) - Saudiarabien (10) - Schweiz (28) - Senegal (12) - Singapore (3) - Somalia (3) - Sovjetunionen (74) - Spanien (11) | - Storbritannien (70) - Sudan (6) - Surinam (1) - Sverige (26) - Swaziland (1) - Sydkorea (2) - Syrien (1) - Tanzania (7) - Tchad (3) - Thailand (4) - Tjeckoslovakien (27) - Togo (2) - Trinidad och Tobago (10) - Tunisien (4) - Turkiet (3) - Uganda (8) - Ungern (33) - Uruguay (2) - USA (95) - Venezuela (10) - Västtyskland (87) - Zambia (7) - Österrike (15) - Östtyskland (62) - Övre Volta (1) |